# 스파이더맨 언리미티드
《스파이더맨 언리미티드》(Spider-Man Unlimited)는 코코 엔터프라이즈, 동양동화, 마블 코믹스의 동명 만화 작품을 원작으로 한 1999년부터 2001년에 걸쳐 미국에서 제작된 TV 애니메이션 시리즈이다.